# Engenho Murutucu
O Engenho Murutucu é um sítio arqueológico e patrimônio histórico do estado brasileiro do Pará, administrado pela Empresa Brasileira de Pesquisa Agropecuária localizado na cidade brasileira de Belém no bairro do Curió-Utinga. Inicialmente foi um engenho e olaria rural edificado no século XVIII por João Manuel Rodrigues no contexto da Capitania do Grão-Pará, onde diversos grupos sociais ocuparam o local modificando a estrutura de acordo com o contexto histórico (como carmelitas, Antônio Landi, cabanos, militares).

## Composição
A então propriedade rural de João Manuel Rodrigues era constituída por: capela neoclássica dos carmelitas (de 1711); casa-vivenda; fábrica de açúcar e aguardente; casa-engenho; rancho do escravizado; roda de água; olaria de telha e tijolo, e; senzala. O desenvolvimento da capital do estado durante os séculos, envolveu o antigo engenho rural no fluxo urbano.

## Pesquisa
As primeiras pesquisas antropológicas foram realizadas pela Universidade de São Paulo (USP) através do arqueólogo Fernando Marques. Seguido na década de 2000 pelo Museu Goeldi com o arqueólogo Fernando Marques.

Em 2014, ocorreram pesquisas antropológicas (escavações) neste sítio denominado a "Arqueologia dos Subalternos" de iniciativa da Universidade Federal do Pará em parceria com várias instituições: Central de Abastecimento do Pará (Ceasa/Pa); Museu Emílio Goeldi; Empresa de Pesquisa Agropecuária da Amazônia Oriental; Fórum Landi; Instituto do Patrimônio Histórico Nacional; Conselho Nacional de Desenvolvimento Científico e Tecnológico, e; Fundação Paraense de Amparo à Pesquisa.